# Few Chances Come Once in a Lifetime
Few Chances Come Once in a Lifetime is het tweede studioalbum van de Nederlandse popband Coparck. Het album kwam uit in januari 2005 op het label van Supertracks. Het nummer The World of Tomorrow heeft landelijke bekendheid gehad, onder andere doordat het gebruikt is in een commercial van een kaasmerk.

## Nummers
1. "Breaking News"
2. "Surfing on the Rainbow"
3. "The World of Tomorrow"
4. "A Little Lost"
5. "Not Any of That"
6. "The Art of Blowing Holes in a Heart"
7. "Now"
8. "Sky Poem"
9. "Try Something Else"
10. "Few Chances Come Once in a Lifetime"
11. "Lazy Days"
12. "Free at Last"
13. "Just When Nothing Seems to Happen"

## Artiesten
- Odilo Girod - zang, gitaar, toetsen
- Maurits de Lange - piano, synths beats & sounds
- Rik Hansen - contrabas, backing vocals
- Marcel van As - drums, beats & sounds, backing vocals